# Книга джунглей (мультфильм)
«Книга джунглей» (англ. The Jungle Book) — американский анимационный музыкальный комедийный фильм 1967 года, снятый студией «Walt Disney Productions» по мотивам одноимённого сборника рассказов английского писателя Редьярда Киплинга. Он — девятнадцатый полнометражный мультфильм компании Уолта Диснея. Режиссёром выступил Вольфганг Райтерман. «Книга джунглей» была последним мультфильмом, в котором участвовал Уолт Дисней. Мультфильм рассказывает о Маугли, диком ребёнке, воспитанном в индийских джунглях волками, когда его друзья чёрная пантера Багира и медведь Балу пытаются убедить его покинуть джунгли до прибытия злого тигра Шер-Хана.
Ранние версии как сценария, так и саундтрека более были основаны на работах Киплинга, с драматическим, тёмным и зловещим тоном, которого Дисней не хотел в своем семейном фильме, что привело к замене сценариста Билла Пита и автора песен Терри Гилкисона. В кастинге работали известные актёры и музыканты Фил Харрис, Себастьян Кэбот, Джордж Сандерс и Луи Прима, а также завсегдатаи Disney Стерлинг Холлоуэй, Джей Пэт О’Мэлли и Верна Фелтон, а также сын режиссёра, Брюс Райтерман, озвучивший Маугли.
«Книга джунглей» была выпущена 18 октября 1967 года и получила положительные отзывы от критиков за саундтрек, включающий пять песен от братьев Шерман и одну от Гилкисона «The Bare Necessities». С общим доходом в 23,8 миллиона долларов по всему миру мультфильм первоначально стал вторым самым кассовым мультфильмом Disney в США и Канаде, девятым кассовым фильмом 1967 года, а также был успешным во время его перевыпусков. Фильм также был успешным во всём мире, став самым кассовым фильмом в Германии по количеству посетителей. В 1994 году вышел ремейк этого мультфильма, в 2003 году вышло продолжение — «Книга джунглей 2»; второй ремейк, снятый Джоном Фавро был выпущен в 2016 году, продолжение этого фильма находится в разработке.

## Сюжет
Действие мультфильма разворачивается глубоко в джунглях Индии. Однажды, в один спокойный день, пантера по имени Багира, услышав незнакомые ему ранее звуки, обнаруживает разбитую лодку, а в ней — корзину с человеческим детёнышем. Понимая, что без чьей-либо помощи мальчик может погибнуть, Багира решает отнести его в знакомую семью волков, у которой недавно появился свой собственный выводок волчат. Волки с радостью принимают детёныша в свою семью и дают ему имя Маугли. С годами мальчику удаётся научиться языку животных и приспособиться к жизни в джунглях. Багира, который когда-то спас его, всё это время приглядывает за Маугли и становится его близким другом, при этом понимая, что рано или поздно придёт день, когда мальчику придётся покинуть джунгли.
Однажды ночью стая узнаёт, что бенгальский тигр Шер-Хан вернулся в ту часть джунглей, где и проживает волчья стая. Для безопасности Маугли и всей стаи в целом, совет волчьей стаи во главе с Акелой принимает решение, заключающееся в том, что Маугли должен вернуться в человеческую деревню, где ему ничто не будет угрожать (и не только ему, но и тем, кто будет заступаться за Маугли). Багира вызывается сопровождать мальчика, Акела одобряет и желает Багире удачи. Они уходят поздней ночью, при этом Маугли решает остаться в джунглях. Вскоре Багира решает устроиться на ночлег и вместе с Маугли забирается на высокое дерево. Когда Багира засыпает, Маугли сталкивается лицом к лицу с питоном Каа. Желая полакомиться мальчиком, питон гипнотизирует его, смотря ему прямо в глаза и напевая успокаивающую колыбельную. Маугли легко поддаётся гипнозу, подчиняясь приказу Каа заснуть, закрывает глаза и засыпает, погружаясь в гипнотический транс. Он пытается позвать Багиру, но Каа приглушает голос Маугли и готовится съесть его. К счастью, вовремя просыпается Багира и спасает мальчика от Каа. Маугли просыпается и выходит из гипнотического транса, а Каа, желая отомстить пантере за то, что тот помешал ему съесть Маугли, загипнотизировал Багиру. Он ввёл его в гипнотический транс, превратив в статую, желая убить, но Маугли спас Багиру от Каа и помог ему проснуться и выйти из гипнотического транса, а затем они оба прогоняют змея с дерева. Пантера предупреждает мальчика, что в джунглях он не сможет постоять за себя, но Маугли по-прежнему остаётся непреклонен.
На следующее утро Маугли и Багира просыпаются от звуков марша слоновьего патруля, руководимого полковником Хатхи. Пока Багира пытается снова заснуть, Маугли быстро сбегает от него и, познакомившись с сыном полковника, присоединится к маршу. Однако во время муштры Хатхи обнаруживает появление постороннего и приходит в недовольство от того, что в «его» джунглях появился человеческий детёныш, но в этот момент появляется Багира и объясняет полковнику, что он ведёт Маугли в человеческую деревню. Однако мальчик снова заявляет, что отказывается идти с Багирой в деревню, и в конечном итоге, они перессорились, и тогда пантера оставляет его на произвол судьбы. Вскоре Маугли неожиданно встречает живущего в своё удовольствие медведя Балу, который под песню «The Bare Necessities» («Простые радости») обещает позаботиться о мальчике, вырастить его и никогда не отдавать в человеческую деревню.
Вскоре Маугли похищает банда обезьян и отвела к своему лидеру, королю Луи, орангутану, который заключает сделку с Маугли, что если он расскажет ему секрет создания огня, как человек, то он сделает это, чтобы он мог остаться в джунглях. Однако, поскольку он не был воспитан людьми, Маугли не знает, как разводить огонь. Багира и Балу прибывают во дворец, невидимые, и пытаются спланировать способ спасти Маугли, но цепляющий ритм песни отвлекает Балу, и он уходит танцевать. Вскоре, однако, он появляется одетый в банановые шкуры и кокосовые скорлупы, выдавая себя за самку орангутана, который дурачит короля. Но вскоре маскировка Балу раскрывается, и начинается безумная погоня между обезьянами и Балу и Багирой над Маугли. Король случайно сбивает колонну и держит храм так, как только может, пока не начинает сопротивляться, когда Балу начинает отчаянно щекотать его под руками. Обезьяны умудряются остановить щекотку Балу, но в конечном итоге подкидывают короля на другой столб, заставляя храм рухнуть. Маугли спасён от короля Луи Багирой и Балу. Багира объясняет Балу, что джунгли небезопасны, когда Шер-Хан рядом. Когда наступает утро, Балу объясняет Маугли, что деревня человека лучше для него, но Маугли обвиняет его в нарушении своего обещания и убегает в самую глубокую часть джунглей. Багира (после того, как Балу объясняет ему, что произошло), затем находит патруль слонов и рассказывает Хатхи, что Маугли убежал в глубины джунглей. Затем Хатхи организовывает специальную поисковую миссию для всего своего стада. В это же время Шер-Хан подслушивает разговор Багиры и Хатхи и решает начать охоту на мальчика.
Тем временем Маугли снова встречает Каа, который обещает мальчику остаться в джунглях, если тот будет доверяться Каа, но тот ему не верит. И тогда Каа снова гипнотизирует Маугли, смотря ему прямо в глаза, напевая ему колыбельную, произнося гипнотическое заклинание, и тем самым у Маугли глаза снова окрасились в разноцветные круги, и он улыбаясь, впадает в гипнотический транс, подчиняется приказу Каа заснуть, закрывает глаза, впадает в состояние лунатизма, ходит вокруг хвоста Каа, который его раскачивает на себе, погружается в глубокой гипнотический сон, окутывает его в свои кольца. Каа готов был съесть Маугли, но благодаря ненамеренному вмешательству подозрительного Шер-Хана и при помощи Каа, Маугли просыпается и выходит из гипнотического транса, и сбрасывает Каа на землю и в ярости заявляет, что тот снова его обманул. Каа попытался снова загипнотизировать Маугли, но его хвост зацепился за ветку, и Маугли воспользовавшись моментом, спасается бегством. Собирается гроза. Расстроенный всеми произошедшими событиями Маугли набредает на группу дружелюбных грифов (хоть они и страшноваты внешне, но душой чисты и у них добрые сердца), которые принимают его в свою компанию как приятеля, исполнив песню «That’s What Friends Are For». Вскоре появляется Шер-Хан, который распугивает грифов своим редчайшим басом-профундо и сталкивается, наконец, лицом к лицу с Маугли. Балу спешит на помощь и пытается не подпустить Шер-Хана к Маугли, но получает ранение. Когда молния ударяет в дерево неподалёку и поджигает его, грифы пикируют вниз, чтобы отвлечь внимание Шер-Хана, пока Маугли собирает горящие ветки и привязывает их к хвосту Шер-Хана. Панически напуганный огнём тигр позорно сбегает.
Багира и Балу приводят Маугли на окраину человеческой деревни. Маугли по-прежнему сомневается, идти ли ему туда, но когда он случайно сталкивается с красивой маленькой девочкой из деревни, идущей на речку за водой, настроение его меняется. Девочка замечает Маугли и «случайно» роняет кувшин. Маугли подбирает кувшин и идёт в деревню вслед за девочкой. Убедившись, что Маугли решил остаться в деревне, где ему будет хорошо, и довольные, что мальчик в безопасности, Балу и Багира отправляются домой, подпевая репризу песни «The Bare Necessities».

## Роли озвучивали
- Фил Харрис — Балу, ленивый и беззаботный губач, который верит в важность отпустить заботы и сосредоточиться на простых вещах в жизни[13][14].
- Себастьян Кэбот — Багира, мудрая и умная чёрная пантера, который находит Маугли, а затем становится его главным защитником. Он также выступает в качестве рассказчика[15][14].
- Луи Прима — Король Луи, крутой и гладкоговорящий орангутан, лидер обезьян из руин древнего дворца, который хочет научиться разжигать огонь[16][14].
- Джордж Сандерс — Шер-Хан, уверенный и грозный бенгальский тигр, которого очень боятся большинство животных джунглей[17][14].
  - Билл Лии озвучил вокал Шер-Хан, а Джимми Макдональд озвучил его рёв[14][18].
- Стерлинг Холлоуэй — Каа, хитрый и зловещий тигровый питон, который ищет Маугли в качестве добычи, но терпит неудачу каждый раз, когда пытается его съесть[19][20].
- Дж. Пэт О’Мэлли — полковник Хатхи, напыщенный азиатский слон, который возглавляет патруль джунглей[21][14].
  - О’Мэлли также озвучил Баззи, лидера квартета стервятников, с которым Маугли сталкивается во время своего путешествия[22][14].
- Брюс Райтерман — Маугли, также упоминается как человеческий детёныш, наивный и упрямый 10-летний мальчик, который был воспитан волчьей стаей и хочет остаться в джунглях, несмотря на угрозу Шер-Хана[23][14][24].
- Верна Фелтон — Уинифред, язвительная и откровенная жена полковника Хатхи и матриарх патруля джунглей[14][25].
- Клинт Ховард — Хатхи-младший, также известный как Джуниор, сын полковника Хатхи и Уинифред[14][26][27].
- Чед Стюарт — Флэпс, один из членов квартета стервятников[14][28].
- Лорд Тим Хадсон — Диззи, один из членов квартета стервятников[22][29].
- Джон Эббот — Акела, лидер волчьей стаи, который отправляет Маугли в деревню под руководством Багиры[14][21].
- Бен Райт — Рама, приемный отец Маугли[22].
- Дарлин Карр — Шанти, девочка, которая очаровывает Маугли, чтобы он последовала за ней деревню в конце фильма[30][14].

Дигби Вульф озвучил Зигги, четвёртого члена квартета стервятников Лео Де Лайон, Билл Скайлс, Пит Хендерсон и Хэл Смит озвучили обезьян короля Луи.

## Производство

### Разработка

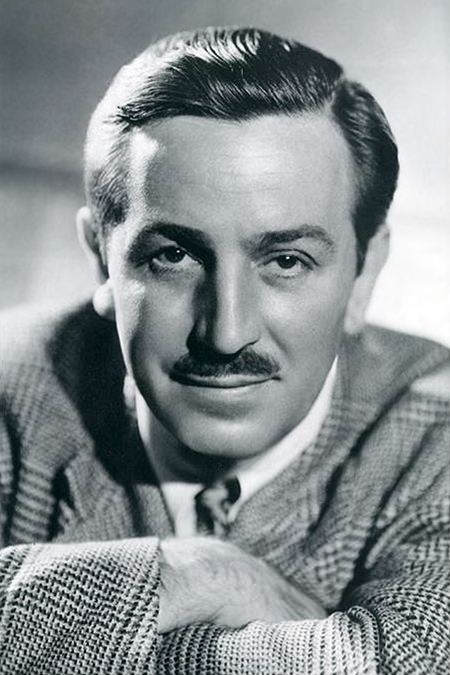
Книга джунглей была последней работой Уолта Дисней до его смерти в 1966 году.

До выхода «Меча в камне» Билл Пит заявил Уолту Диснею, что «мы [отдел анимации] можем сделать более интересных персонажей-животных», и предположил, что «Книга джунглей» может быть использована для их следующего мультфильма. Дисней согласился и к апрелю 1962 года приобрёл права на экранизацию у семьи Александра Корды (который спродюсировал экранизацию 1942 года), после того, как провела предыдущие десять лет на переговорах. Пит создал оригинальное обращение с небольшим наблюдением, как он это сделал с «101 далматинцем» и «Мечом в камне». Однако после разочаровывающей реакции на «Меч в камне» Дисней решил принять более активное участие в сюжете, чем в двух предыдущих фильмах со своим племянником Роем Э. Дисней говоря, «что [он], безусловно, повлиял на все в этом. (…) С „Книгой джунглей“ он, очевидно, подсел на джунгли и персонажей, которые там жили».
Пит решил внимательно следить за драматическим, тёмным и зловещим тоном книги Киплинга, которая посвящена борьбе между животными и человеком. Тем не менее, сценаристы фильма решили сделать историю более простой, так как сборник рассказов очень эпизодичен, и Маугли ходит туда-сюда из джунглей в человеческую деревню, а Пит чувствовал, что возвращение Маугли в деревню должно стать концовкой фильма. Следуя предложениям, Пит также создал персонажа короля Луи. Луи был менее комичным персонажем, порабощая Маугли, пытаясь заставить мальчика научить его разжигать огонь. Орангутан также покажет сюжетную точку, заимствованную из «Второй книги джунглей», золото и драгоценности под его руинами.
Концовка также сильно отличалась от окончательной версии мультфильма. После того, как Маугли прибыл в деревню, он вступал в спор с охотником Булдео, который заставлял его вернуться в джунгли с факелом, который он использовал, чтобы напугать тех, кто напал на него или издевался над ним в путешествии, прежде чем Бульдео тащил его обратно в руины в поисках сокровищ. После того, как Бульдео извлёк большую часть сокровищ, он заявлял о своем намерении сжечь джунгли, чтобы избежать угрозы Шер-Хана, но тигр напал и убил его, прежде чем был убит Маугли из охотничьего пистолета. Позднее Маугли приветствовали как героя как в джунглях, так и в деревне и объявили его первым человеком, который стал членом совета волков. Дисней был не доволен тем, как разворачивается сюжет, так как он чувствовал, что сюжет слишком мрачный для семейного просмотра, и настаивал на переписывании сценария. Пит отказался, и после долгого спора Пит покинул проект в январе 1964 года.
Затем Дисней назначил Ларри Клеммонса своим новым сценаристом и одним из четырёхэтажных людей для фильма, дав Клеммонсу копию книги Киплинга и сказав ему: «Первое, что я хочу, чтобы вы сделали, это не читать её». Клеммонс все ещё смотрел на сборник рассказов и думал, что он слишком разрозненный и без преемственности, нуждаясь в экранизации, чтобы соответствовать сценарию фильма. Клеммонс хотел начать в СМИ, с некоторых воспоминаний после этого, но затем Дисней сказал сосредоточиться на том, чтобы сделать сюжетную линию более прямо: «Давайте сделаем оболочку картины. Давайте установим персонажей. Давайте с этим повеселимся».
Хотя большая часть работ Пита была отброшена, личности персонажей остались в окончательной версии. Это было потому, что Дисней чувствовал, что сюжет должен быть простым, а персонажи должны управлять сюжетом. Дисней принимал активное участие в сюжетных встречах, играя каждую роль и помогая исследовать эмоции персонажей, помогая создавать шутки и развивая эмоциональные сцены. Клеммонс также создал девушку, в которую влюбляется Маугли, так как аниматоры считали, что влюблённость будет лучшим поводом Маугли покинуть джунгли. Клеммонс написал грубый сценарий с контуром для большинства сцен. Затем художники-историки обсудили, как заполнить сцены, включая комедийные сцены для использования. Сценарий также пытался включить сцены, как актёры озвучивания формировали своих персонажей и взаимодействовали друг с другом. «Книга джунглей» также стала последним анимационным фильмом, в котором были личные штрихи Диснея, до его смерти 15 декабря 1966 года.

### Кастинг
«В «Книге джунглей» мы попытались включить личностей актёров, которые озвучивают их персонажей мультфильмов, и мы придумали что-то совершенно другое. Когда Фил Харрис озвучил Балу, он дал ему пузырь жизни. Мы не тренировали его, просто позволили этому случиться».
На создание персонажей вдохновили аниматоров многие знакомые голоса, которые помогли им сформировать их личности. Такое использование знакомых голосов для ключевых персонажей было редкостью в прошлых фильмах Disney. Во время процесса кастинга Дисней предложил Фила Харриса на роль Балу после встречи с ним на вечеринке. Аниматоры были шокированы, услышав, что такой мудрый комик, как Харрис, будет сниматься в мультфильме. На своей первой записи Харрис импровизировал большую часть своих строк, так как считал, что написанные строки «не чувствовали себя естественными». После того, как Харрис был выбран, президент Disneyland Records Джимми Джонсон предложил Диснею взять Луи Приму на короля Луи, так как он «чувствовал, что Луи будет великолепен, как персонаж для контраста».
Дисней также пригласил других выдающихся актёров: Джордж Сандерс на роль Шер-Хана и Себастьяна Кэбота на роль Багиры. Также были приглашены Стерлинг Холлоуэй, на роль Каа, Дж. Пэт О’Мэлли на полковника Хати и стервятника Баззи и Верна Фелтон в роли жены Хати. Это был последний фильм с участием Фелтон до её смертью. Первоначально на роль Маугли был выбран Дэвид Бейли, но его голос изменился во время производства, что привело к тому, что Бейли не соответствовал «молодой невинности персонажа Маугли», к которой стремились продюсеры. В результате режиссёр Вольфганг Райтерман пригласил своего сына Брюса, который только что озвучил Кристофера Робина в мультфильме «Винни-Пух и медовое дерево». Аниматоры сняли кадры Брюса в качестве руководства для выступления персонажа. Детская актриса Дарлин Карр пела в студии, когда караться Шерман попросили её записать демо «My Own Home». Выступление Карра достаточно впечатлило Диснея, чтобы он сыграл её на роль человеческой девушки.
В оригинальной книге стервятники — мрачные и злые персонажи, которые питаются мёртвыми телами. Дисней облегчил это, имея стервятников, имеющих физическое и вокальное сходство с группой The Beatles, включая фирменную стрижку. Также планировалось, что члены группы будут озвучивать персонажей и петь их песню «That’s What Friends Are For». Однако в то время Джон Леннон отказался работать над мультфильмами, что привело к отказу от этой идеи. Кастинг стервятников всё ещё привел к британскому музыканту вторжения Чаду Стюарту из дуэта Chad & Jeremy. В предыдущих черновиках сценария в сценах у стервятников был близорукий носорог по имени Рокки, которого должен был озвучить Фрэнк Фонтейн. Тем не менее, Уолт решил убрать персонажа, чувствуя, что в фильме уже достаточно сцен с обезьянами и стервятниками.

### Анимация
Работа над анимацией в «Книге джунглей» началась 2 мая 1966 года. В то время как во многих более поздних художественных фильмах Disney аниматоры отвечали за отдельных персонажей, в «Книге джунглей» аниматоры отвечали за целые сцены, так как у во многих из них персонажи взаимодействуют друг с другом. Анимация была сделана с помощью ксерографии, с дизайном персонажей во главе с Кеном Андерсоном, используя грубые, художественные края, в отличие от круглых животных, замеченных в таких фильмах, как «Дамбо».
Андерсон также решил сделать Шер-Хана похожим на своего актёра озвучивания Джорджа Сандерса.[ 8] Фоны были расписаны вручную — за исключением водопада, в основном состоящего из кадров водопада Анхель — и иногда пейзажи использовались как на переднем плане, так и внизу для создания понятия глубины. После одной из торговых марок Райтермана по повторному использовании анимации его предыдущих фильмов, волчата основаны на собаках из «101 далматинца». Аниматор Милт Кал сделал движения Багиры и Шер-Хана, основанными на живых кошках, которые он видел в двух диснеевских фильмах «Прогулки тигра» и приключенческом фильме «Кот из джунглей».
Балу также был основан на реальных движениях медведей, даже включая склонность животного к царапинам. Поскольку у Каа нет конечностей, его дизайн получил большие выразительные глаза, а части тела Каа выполняли действия, которые обычно выполнялись руками. Танец обезьян во время песни «I Wan’na Be Like You» был частично вдохновлён выступлением Луи Примы со своей группой на звуковой сцене Disney, чтобы убедить Уолта Диснея взять его на роль.

## Показ и реакция

### Выпуск в кинотеатрах
«Книга джунглей» была выпущена в октябре 1967 года, спустя 10 месяцев после смерти Уолта Диснея. Некоторые показы демонстрировались с фильмом «Чарли, одинокая пума». С бюджетом в 4 миллиона долларов, мультфильм имел огромный успех, собрав к 1968 году в домашнем прокате в размере 11,5 миллиона долларов. К 1970 году фильм собрал 13 миллионов долларов, став вторым кассовым мультфильмом в США и Канаде. Фильм заработал более 23,8 миллиона долларов по всему миру, став самым успешным анимационным фильмом, выпущенным во время его первоначального показа.

### Перевыпуски
«Книга джунглей» была перевыпущена в Северной Америке в 1978, 1984 и 1990 годах, а также в Европе в 1970-х и 1980-х годах. Перевыпуск в Великобритании в 1976 году принёс сборы в размере 1,8 миллиона долларов. Перевыпуск 1978 года увеличило прокат в Северной Америке до 27,3 миллиона долларов, что превзошло «Белоснежку и Семь гномов», что сделало его самым кассовым анимационным фильмом в США и Канаде до тех пор, пока «Белоснежка» не была перевыпущена в 1983 году. Общие сборы мультфильма в США и Канаде составляют 141 миллион долларов. С учётом на инфляции 2018 года, он, эквивалентен 671 224 000 долларов, что делает его 32-м самым кассовым фильмом в США и Канаде.
«Книга джунглей» является крупнейшим фильмом Германии с точки зрения допуска с 27,3 миллионами проданными билетами, что почти на 10 миллионов больше, чем 18,8 миллионов проданных билетов «Титаника». Он собрал около 108 миллионов долларов в Германии, что делает его третьим кассовым фильмом в этой стране после «Аватара» (137 миллионов долларов) и «Титаника» (125 миллионов долларов США). Фильм был седьмым по популярности звуковым фильмом двадцатого века в Великобритании с пропуском 19,8 миллиона человек. Фильм является девятым по величине фильмом Франции по количеству билетов с 14,8 миллионами проданными билетами. Перевыпуск мультфильма 1993 года установил зарубежный рекорд по перевыпуску, собрав 67,5 миллионов долларов за рубежом в течение этого года. В первый день он занял первое место в Германии со сборами более 4 миллионов долларов в первые шесть дней и занял второе место в Великобритании, прежде чем перейти на первое место в течение двух недель.

### Релиз на видео
В 1991 году мультфильм был выпущен на VHS компанией «Walt Disney Classics». Позднее, в России мультфильм был выпущен на лицензионном DVD концерном «Видеосервис» 18 октября 2007 года к его юбилею под названием «Книга Джунглей. Платиновая коллекция».

## Награды
- Фильм участвовал в кинофестивалях, побеждал и получал награды.[68]